# Óscar Pérez Solís
Oscar Pérez Solís (Bello, Ayer 21 d'agost de 1882 – Valladolid, 1951) va ser un polític i militar espanyol.
Era capità d'artilleria però va deixar l'Exèrcit per ingressar en el PSOE en 1913. Va ser cofundador del Partit Comunista Obrer Español (PCOE), una escissió favorable a la Tercera Internacional del PSOE, a l'abril de 1921, la qual es va integrar poc després en el Partit Comunista d'Espanya (PCE). En 1928 va abandonar el comunisme i entrà a treballar en la CAMPSA de Valladolid.
Durant la II República es va afiliar a Falange Española, unint-se a la revolta de juliol de 1936, en el qual va participar en la defensa d'Oviedo. Va escriure El partido socialista y la acción de las izquierdas (1918), Memorias de mi amigo Óscar Perea (1931) i Sitio y defensa de Oviedo (1937).